# Пристрій введення
Пристрій введення — пристрій для внесення даних до комп'ютера під час його роботи.

## Види пристроїв введення

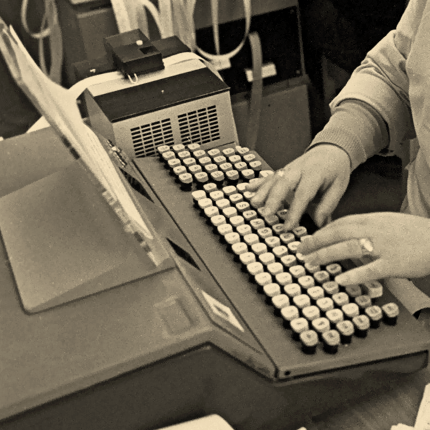
Державна зразкова типографія № 1 (Москва, Росія, 1979)

Основним пристроєм введення текстових символів та послідовностей (команд) в комп'ютер є клавіатура.

### Пристрої введення графічної інформації
- Сканер
- Відео- та вебкамера
- Цифрова камера
- Плата відеозахоплення

### Пристрої введення звуку
- Мікрофон
- Диктофон

### Пристрої введення текстової інформації
- Клавіатура

### Вказівні (координатні) пристрої
- Миша
- Трекбол
- Трекпойнт
- Touchpad
- Джойстик
- Roller Mouse
- Графічний планшет
- Світлове перо
- Клавіатура
- Ґеймпад

### Ігрові пристрої введення
- Джойстик
- Ґеймпад
- Кермо
- Штурвал для авіасимулятору
- Танцювальна платформа